# رادیو کانتری
رادیو کانتری (انگلیسی: Country radio) به ایستگاه‌های رادیویی اشاره دارد که موسیقی کانتری پخش می‌کنند. بیشتر ایستگاه‌های رادیو کانتری، ایستگاه‌های رادیویی تجاری هستند. این ایستگاه‌ها معمولاً تنها موسیقی‌هایی را پخش می‌کنند که به‌طور رسمی توسط ناشر موسیقی برای رادیو کانتری منتشر شده‌اند. بزرگ‌ترین مالکان ایستگاه‌های موسیقی کانتری در ایالات متحده شامل آی‌هارت‌مدیا، کامولوس مدیا، اوداسی و تاونسکور میدیا هستند. تعداد ایستگاه‌های رادیویی در ایالات متحده که به‌طور تخصصی به موسیقی کانتری اختصاص دارند (حدود ۲٬۱۰۰ ایستگاه) بیش از هر فرمت دیگری است، از مجموع حدود ۱۵٬۰۰۰ ایستگاه رادیویی در آمریکا. ایستگاه‌های رادیو کانتری در مقایسه با سایر ژانرهای موسیقی، تأثیر بسیار زیادی بر صنعت موسیقی کانتری دارند. تا سال ۲۰۱۲، تنها ایستگاه‌های رادیو کانتری در بخش پخش (airplay) نمودار ترانه‌های داغ کانتری مجله بیلبورد محاسبه می‌شدند، و از سال ۱۹۹۰ تا ۲۰۱۲، رادیو کانتری تنها مرجع تعیین‌کننده جایگاه یک آهنگ در این نمودار بود. نمودار کانتری ایرپلی همین مجله همچنان منحصراً به ایستگاه‌های رادیو کانتری محدود است.
ایستگاه‌های رادیو کانتری در فرمت‌های متنوعی ارائه می‌شوند. رایج‌ترین آن‌ها، کانتری اصلی است که از فرمت پایه رادیو هیت معاصر پیروی می‌کند، به‌طوری که ۴۰ آهنگ برتر فعلی در جدول موسیقی کانتری هسته اصلی پلی‌لیست را تشکیل می‌دهند و آهنگ‌های منتخب تکراری از ۱۵ سال گذشته این فرمت را تکمیل می‌کنند. ایستگاه‌های کانتری داغ تقریباً به‌طور انحصاری بر ۴۰ آهنگ برتر کانتری تمرکز دارند و گهگاه آهنگ‌های پاپ آکوستیک از خارج از ژانر کانتری را نیز پخش می‌کنند. فرمت‌های کانتری بزرگسال مشابه فرمت موسیقی معاصر بزرگسال هستند: چند آهنگ هیت، اما عمدتاً متمرکز بر آهنگ‌هایی در چرخه تکرار از ۳۰ سال گذشته، با صدایی مشابه ایستگاه‌های کانتری اصلی. ایستگاه‌های کانتری کلاسیک که به‌تدریج در شکل اصلی خود کمیاب شده‌اند، تنها موسیقی‌های قدیمی‌تر را پخش می‌کنند؛ مشابه دیگر فرمت‌های «کلاسیک» مانند موسیقی قدیمی/هیت‌های کلاسیک و راک کلاسیک، دوره‌هایی که کانتری کلاسیک از آن‌ها موسیقی خود را انتخاب می‌کند، به‌مرور زمان به‌صورت تدریجی تغییر کرده‌اند. کانتری سنتی از کانتری کلاسیک به‌عنوان پایه استفاده می‌کند، اما برخی آهنگ‌های هیت فعلی یا تکراری متناسب با صدای کانتری کلاسیک را نیز شامل می‌شود. آمریکانا یک فرمت رادیویی کانتری با تعریف آزاد است که کمتر بر هیت‌ها تمرکز دارد و بنابراین تمایل بیشتری به پخش موسیقی بلوگرس، آلترناتیو کانتری و گروه‌های منطقه‌ای دارد که عملکرد تجاری آن‌ها برای پخش در ایستگاه‌های کانتری اصلی کافی نیست؛ ایستگاه‌های آمریکانا همیشه خود را به‌عنوان کانتری معرفی نمی‌کنند. از نظر هدایت محبوبیت جریان اصلی آهنگ‌های هیت کانتری در صنعت موسیقی، «رادیو کانتری» معمولاً تنها شامل ایستگاه‌های کانتری اصلی و کانتری داغ می‌شود.